# Croce Rossa malgascia

il simbolo della Croce Rossa

La Croce Rossa malgascia è la società nazionale di Croce Rossa della Repubblica del Madagascar, stato insulare nell'Oceano Indiano, al largo della costa orientale dell'Africa.

## Denominazione ufficiale
- Croix-Rouge Malagasy (CRM), in lingua francese, uno dei tre idiomi ufficiali del Madagascar. L'aggettivo Malagasy (malgascio) deriva dalla lingua malgascia, idioma nativo e seconda lingua ufficiale. Questa versione del nome è quella riportata sul logo e sul  sito ufficiale (archiviato dall'url originale il 5 maggio 2009)..
- Croix-Rouge Malgache, interamente in francese.
- Malagasy Red Cross Society, in lingua inglese, denominazione utilizzata presso la Federazione Internazionale

A volte viene riportato il nome non ufficiale, in francese, Croix-Rouge de Madagascar, con lo stesso significato delle prime due. Il francese è la lingua utilizzata anche per la corrispondenza estera dell'associazione

## Storia
Nel 1963 il Governo riconosce la Croix-Rouge Malgache come "società volontaria di soccorso, ausiliari dei poteri pubblici" con l'Ordinanza nº60 133. La CRM è stata riconosciuta dal Comitato Internazionale della Croce Rossa il 26 agosto dello stesso anno.